# Kenny Cunningham
Kenny Cunningham, kostariški nogometaš, * 7. junij 1985.
Za kostariško reprezentanco je odigral 14 uradnih tekem in dosegel en gol.